# Promonotus hyrcanus
Promonotus hyrcanus är en plattmaskart som beskrevs av Beklemischev 1927. Promonotus hyrcanus ingår i släktet Promonotus och familjen Monocelididae. Inga underarter finns listade i Catalogue of Life.